# Chiesa di Nostra Signora del Sacro Cuore (Roma)
La chiesa di Nostra Signora del Sacro Cuore è un luogo di culto cattolico di Roma, situato nel rione Parione tra corso del Rinascimento (sul quale dà la facciata anteriore) e piazza Navona (sulla quale dà la facciata posteriore).

## Storia e descrizione

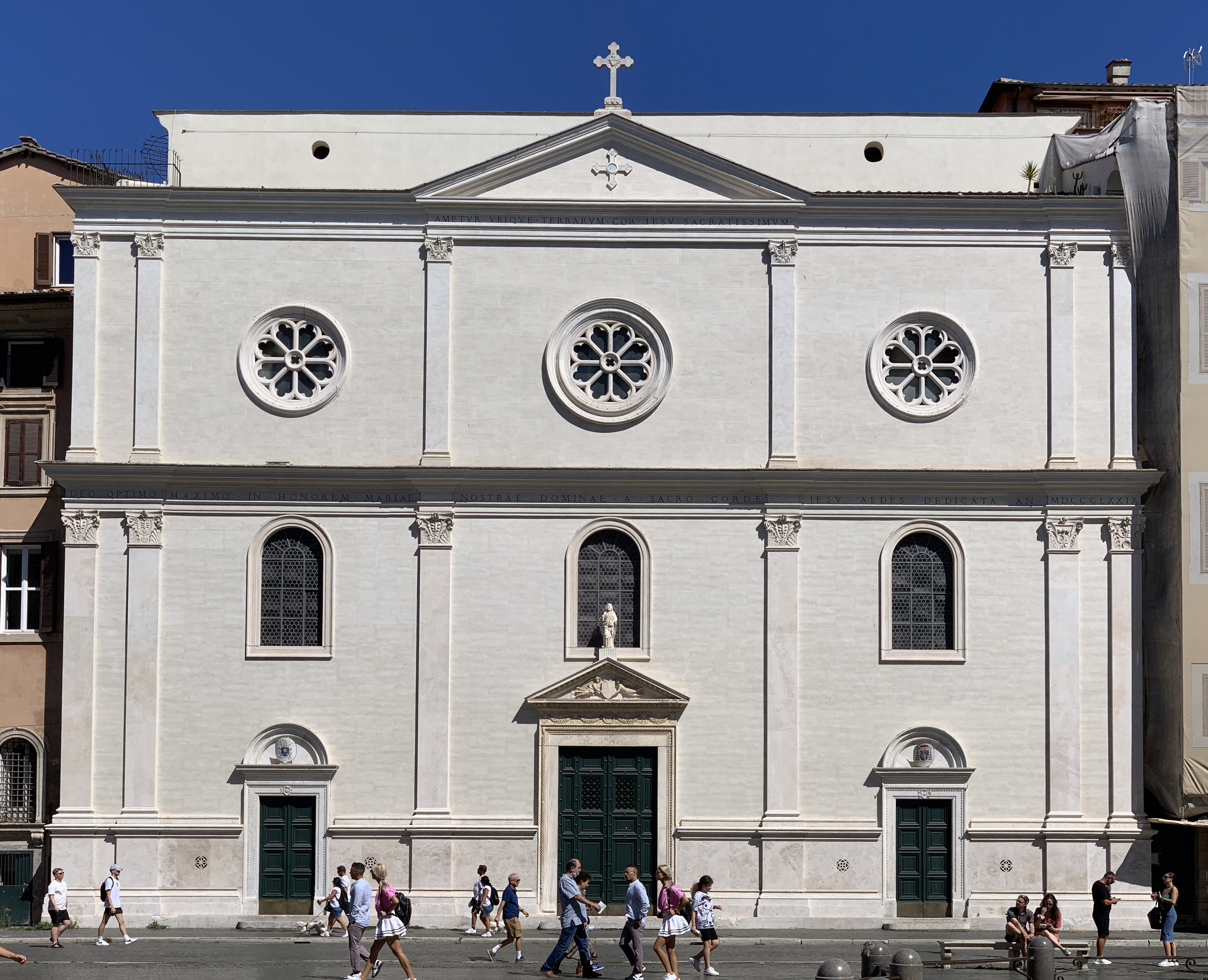
Facciata posteriore su piazza Navona

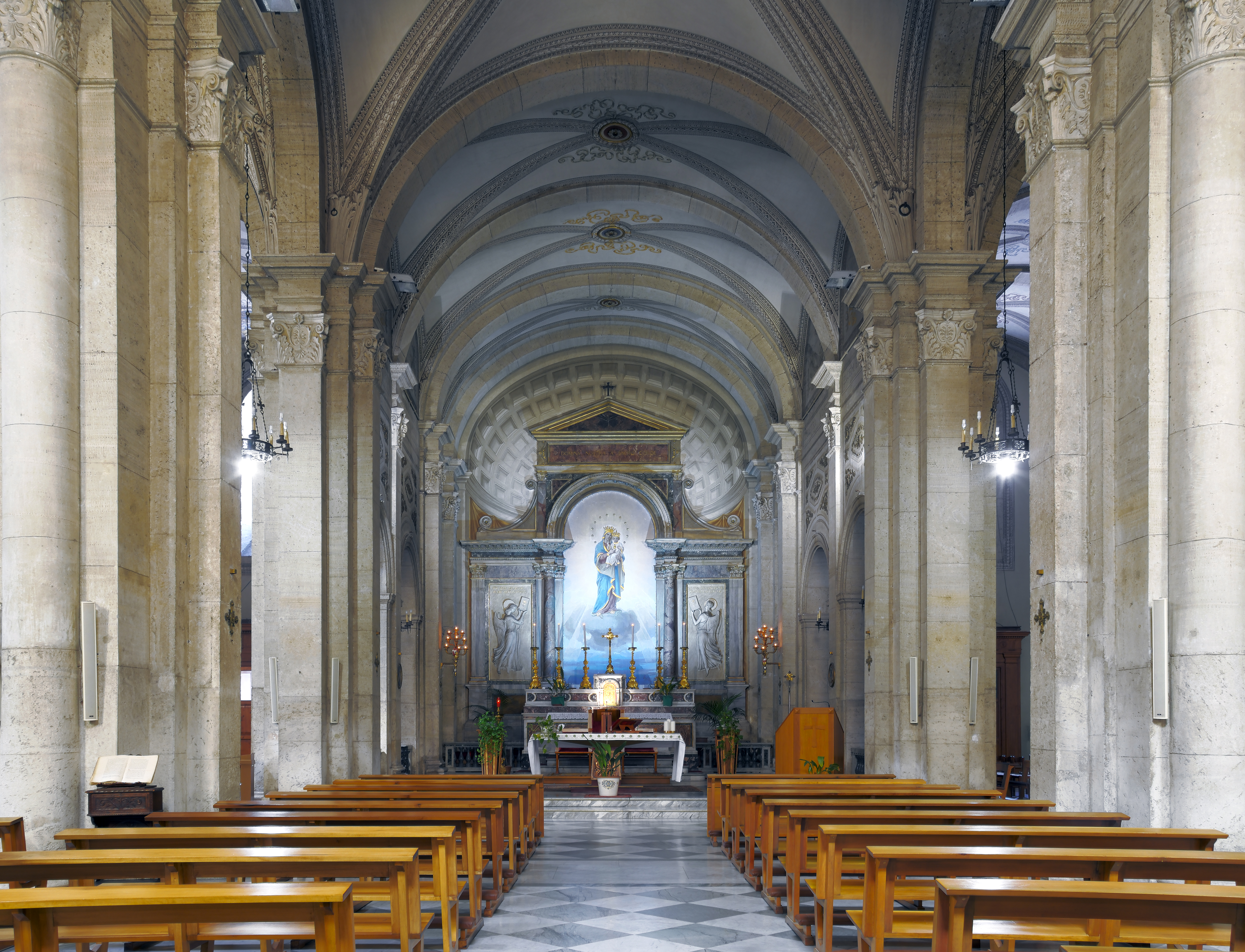
Interno

La chiesa, il cui interno è visibilmente recente, ha invece una storia antica.
Il primo edificio fu eretto nel XIII secolo nell'area dello Stadio di Domiziano, sacro alla tradizione cristiana per la memoria dei martiri che vi avevano trovato la morte, per volontà dell'infante Enrico, figlio del re di Castiglia Ferdinando III; tale reclamata fondazione regia ad opera dell'infante sembra essere frutto di una falsificazione storica successiva. L'edificio fu intitolato al protettore della Reconquista, Santiago, prendendo il nome di San Giacomo degli Spagnuoli.
Nel 1440 il canonico della cattedrale di Siviglia don Alfonso de Paradinas fece interamente ricostruire l'edificio a proprie spese affidando i lavori a Bernardo Rossellino - con una bella facciata - e, morendo, legò il proprio patrimonio alla chiesa.
Alessandro VI Borgia ordinò nuovi lavori di ampliamento, fece allargare una piazza di fronte all'ingresso su via della Sapienza (sul lato dell'abside) e trasferì negli edifici annessi gli ospizi per i pellegrini spagnoli che l'infante Enrico aveva fondato, uno presso il Campidoglio e l'altro lì vicino, in via di Santa Chiara.
La chiesa di San Giacomo divenne così, nel 1506, la chiesa nazionale del regno di Castiglia a Roma, e nel 1518 fu di nuovo rimaneggiata da quell'Antonio da Sangallo il Giovane, che sarebbe poi divenuto l'"architetto di tutte le fabbriche pontificie".
La chiesa e i suoi annessi furono per molto tempo riccamente mantenuti dai lasciti degli spagnoli di Roma, e le loro finestre su piazza Navona costituivano una sorta di palco di proscenio per gli spettacoli "acquatici" che si tenevano nella piazza. Non provvedendosi tuttavia a nessun mantenimento, nel 1818 la chiesa fu abbandonata dagli spagnoli in favore di Santa Maria di Monserrato, dove vennero anche trasferiti gli arredi e le tombe prima in San Giacomo, e fu poi sconsacrata e venduta, nel 1878, ai missionari francesi del Sacro Cuore.

## Nostra Signora del sacro Cuore
(Mariano Armellini (1870))
Alla fine dell''800 papa Leone XIII fece una ristrutturazione radicale de la chiesa, dopoché fu abbandonata dalle spagnuoli perché "dicevasi" minacciasse ruina, dall'architetto Luca Carimini, che fra l'altro ne modificò la facciata principale della piazza Navona, conservando "tutto" l'edificio originale con l'abside e il transetto, sul lato opposto di piazza Navona. La chiesa fu riconsacrata, affidata alla Congregazione dei missionari del Sacro Cuore di Gesù e intitolata a Nostra Signora del Sacro Cuore.
Nel 1931 l'apertura di corso del Rinascimento costò all'edificio originale la demolizione dell'abside e del transetto, ma in compenso, nel 1965, papa Paolo VI la eresse in diaconia cardinalizia.
Oggi, sono da ammirare (della chiesa originale del XVI secolo) la seconda cappella a sinistra dell'altare, dedicata a san Giacomo, opera del Sangallo; la cantoria in marmi policromi sita nella terza campata a destra, opera del Torrigiano, il fondale marmoreo a serliana posto dietro l'altare maggiore, opera di Pietro e Domenico Rosselli, e affreschi di Pellegrino Aretusi e di Cesare Nebbia.